# Niel (métro de Toulouse)
Pour les articles homonymes, voir Niel.
Niel est une station fantôme de la ligne B du métro de Toulouse.

## Situation sur le réseau
Niel est située sur la ligne B du métro de Toulouse, entre les stations Empalot au nord-ouest, et Saint-Agne – SNCF au nord-est.

## Histoire
La station fut à l'origine un projet de pôle multimodal entre la ligne B du métro, le chemin de fer (ligne D), abandonné en 1999 avant la construction de la ligne de métro,,.
La station a également été construite et est utilisée aujourd'hui comme un puits de ventilation. Fermée au public, elle sert également à l'accès des secours. Des tentatives d'intrusion ont cependant déjà eu lieu.

## Avenir
Il est parfois envisagé de finalement ouvrir la station et d'y créer une correspondance avec une nouvelle gare, qui remplacerait alors celle de Saint-Agne,,.

## Aux environs de la station
La station est adjacente à l'ancienne caserne Niel, site convertit au XXIe siècle comprenant le nouveau rectorat, la Maison des Associations de Toulouse et le jardin public Niel notamment.